# جیانگ ژای

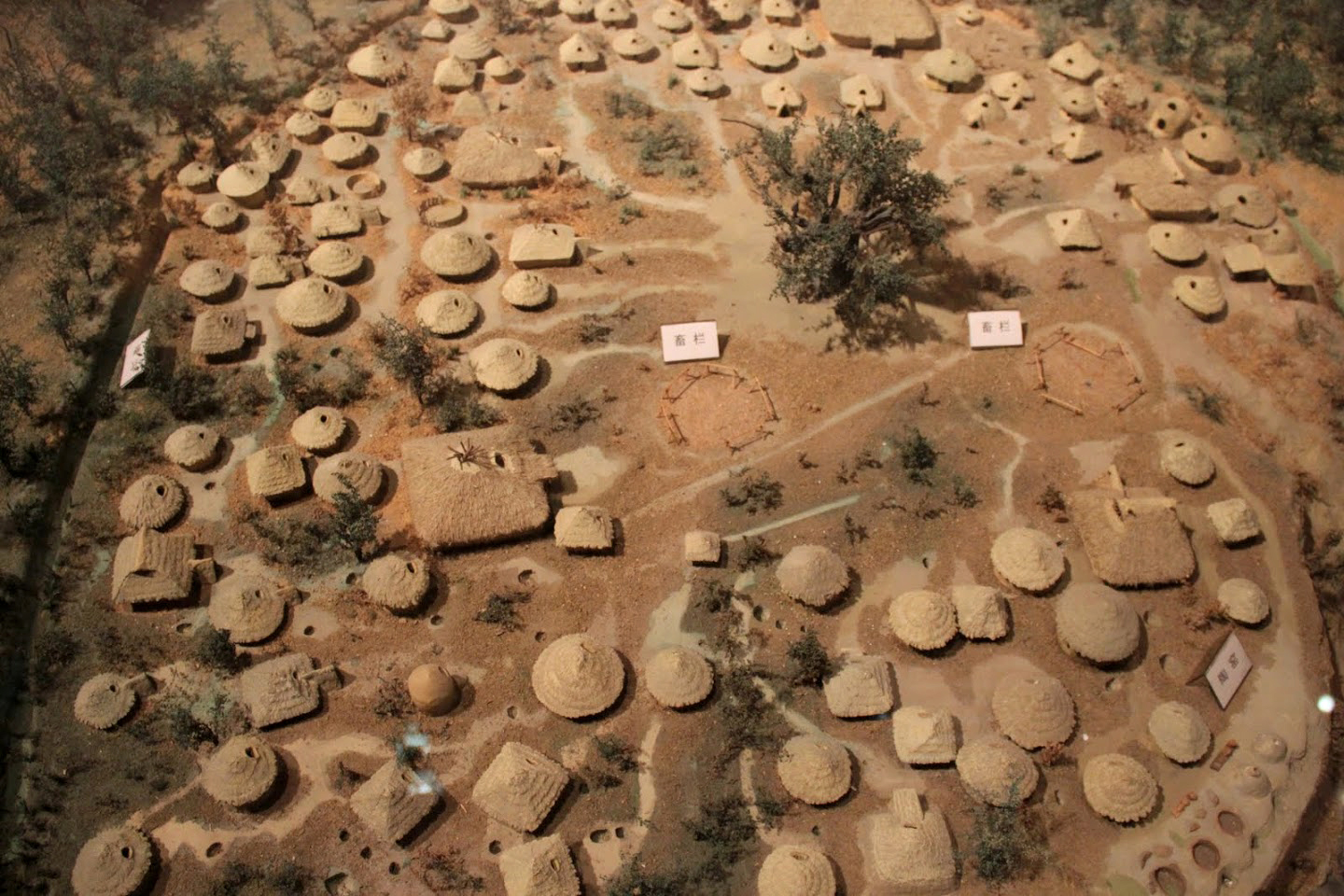
ماکتی در مقیاس ۱:۱ از جیانگ‌ژای

جیانگ ژای (چینی: 姜寨; پین‌یین: Jiāngzhài) یک محوطه باستانی مرتبط با فرهنگ یانگ‌شائو است که در بانپو در شرق شی‌آن قرار دارد. قدیمی‌ترین نمونهٔ استفاده از فلز مس در چین در جیانگ‌ژای یافت شده است.